# Jacobus Albertus Coldeweij
Jacobus Albertus (Koo) Coldeweij (Borculo, 7 december 1846, Arnhem, 6 augustus 1903) was een bakker en componist.
Hij werd geboren binnen het gezin van predikant Samuel Henricus Coldeweij en Jannetje  Bussink. Broer Johan Hendrik Coldeweij werd later burgemeester van Blokzijl en Maurik.
In 1871 kwam Coldeweij te werken in de  Deventer koekfabriek van zijn oom Jacob Bussink (Jb. Bussink). In 1874 nam hij de fabriek over en specialiseerde zich in Deventer koek. Door overname van een concurrent groeide de firma Jb. Bussink’s & A.P. Pieterman’s Deventer Koekfabrieken verder. Enkele zonen van hem komen nog tijdens zijn leven in de fabrieken werken, die de fabricage van ontbijtkoek ter hand nemen. Hij was mede-oprichter betrokken bij de Deventer Velocipedeclub  Immer Weiter en hij was betrokken bij de plaatselijke muziekschool (commissielid).
Hij schreef de muziek van de operette Marijke van Scheveningen, die vanaf 1881 talloze keren in heel Nederland en in Indië is uitgevoerd. Librettist was Hubertus ter Haar, die enige tijd docent was in Deventer. Ook Smeeklied van het boerenvolk is van de hand van Coldeweij en de Immer Weiter Masrch. Hij was beschermheer van zangvereniging Euterpe in Deventer.